# 伍隍镇
伍隍镇，是中华人民共和国四川省资阳市雁江区下辖的一个乡镇级行政单位。

## 行政区划
伍隍镇下辖以下地区：
伍隍场社区、红庙村、郭家村、五台村、印合村、瓦店村、龙门村、千弓村、石桥村、一碗水村、五里村、南湍村、江西村、崇兴村、铺子村、双峰村、华向村、白坡村、麻柳村、爆花村、红花村、瓢山村、盐井村、园艺村、炮台村和高庙村。